# Boszorkány kollégium
A Boszorkány kollégium a Pécsi Tudományegyetem egyik kollégiuma Pécsen.

## Történelem - röviden
Az épület a főiskolai képzés pécsi indulásakor, 1973-ban került átadásra. Azóta, az elmúlt 30 évben 10-12 generáció, 2003-ig csak a Műszaki Kar hallgatói lakták. A három évtizedes üzemelés elkerülhetetlenné tette a teljes felújítást és korszerűsítést, melyet a 2006/2007-es tanévben kezdtek meg.
A felújított kollégiumot 2008 őszén adták át. Az apartmanokhoz (melyek két, egyenként kétfős szobából állnak) saját vizesblokk tartozik.
Az első emeleten lakik a nemzetközi cserediákok nagy része, a többi szinten több kar hallgatói osztoznak.

## Lakhatási feltételek
Az épületben a tanév elején 800 férőhely volt. Lakószoba kialakításával 2002 októberétől nyolccal nőtt a férőhelyszám, melyeket azonnal birtokba is vettek a hallgatók. A 9 szintes épületben eredetileg szintenként 50 db 2 ágyas szoba volt, az új férőhelyek a földszinten vannak (négy szoba két-két ággyal).
Az épület alapterülete: 11 198 m2.
- Lakóterület: 5.400 m²
- Közlekedő területe: 2.890 m²
- Vizesblokk területe: 618 m²
- Konyha területe: 128 m²
- Egyéb helyiségek területe: 2163 m²

## Infrastruktúra

### Szakkollégiumok
Az intézményen belül két szakkollégium működik:
- Juhász Jenő Szakkollégium Archiválva 2020. február 13-i dátummal a Wayback Machine-ben, mely inkább az építész- és építőmérnököket foglalkoztatja
- b2 Transzdiszciplináris Szakkollégium, mely nevéből adódóan a mérnöki és a művészeti tudományokat köti össze

### Működő hallgatói csoportok
- A Kollégiumi Bizottság a Négy Kollégium Kft.-vel együttműködve képviseli a kollégista hallgatók érdekeit. Felügyelik a szinteken lakó diákok mindennapjait, segítik a felmerülő problémák megoldását. A KOBI irodán állandó ügyeletet tartanak a hallgatóság részére. Működtetik a "Pengődő Kollégium Alapítványt", amely a hallgatók kulturális és tanulmányi életvitelét segíti.
- Számítástechnika: nem működik klubszerűen, mivel minden szobában működőképes hálózat van. A kollégiumban működött MOUSE Club, amely a hallgatók számára internetezési, hálózat elérési, gépelési lehetőséget biztosított, átalakult, helyette informatikai és környezetvédelmi szolgáltatás nyílt.
- Rendezvényszervezés szakonként (szakest és bulik szervezése): a rendező szak által megbízott hallgatók csoportja. Általában 5-10 fő a Hallgatói Önkormányzat szoros együttműködésével.
- Rádiós Klub: 4-5 fő részvételével működik.
- Kondi klub: működteti a Pengődő Kollégium Alapítvány. Hallgatói felügyelettel folyamatos nyitvatartással üzemel. A tagok létszáma kb. 100 fő.
- Sport csapat szakonként (házibajnokságok szervezése).
- Drogmegelőző programok.